# Zingiber cardiocheilum
Zingiber cardiocheilum là một loài thực vật có hoa trong họ Gừng. Loài này được Jana Leong-Škorničková và Nguyễn Quốc Bình miêu tả khoa học đầu tiên năm 2015.

## Mẫu định danh
Mẫu định danh: Nguyễn Quốc Bình, Jana Leong-Škorničková, Trần Hữu Đăng VNMN-B 1446; thu thập ngày 19 tháng 9 năm 2011 ở cao độ 583 m, tọa độ 21°26′51″B 105°37′28″Đ / 21,4475°B 105,62444°Đ, Vườn quốc gia Tam Đảo, tỉnh Vĩnh Phúc, Việt Nam. Mẫu holotype lưu giữ tại Vườn Thực vật Singapore (SING), các isotype lưu giữ tại Vườn Thực vật Hoàng gia tại Edinburgh (E), Bảo tàng Lịch sử Tự nhiên Quốc gia Pháp ở Paris (P), Bảo tàng Quốc gia tại Praha (PR) và Bảo tàng Tự nhiên Quốc gia Việt Nam ở Hà Nội (VNMN).

## Phân bố
Loài đặc hữu tỉnh Vĩnh Phúc, Việt Nam. Môi trường sống là rừng lá rộng thường xanh ở cao độ khoảng 600 m. Ra hoa cuối tháng 8-đầu tháng 10, thụ phấn nhờ ong nghệ.

## Mô tả
Với cụm hoa đầu cành, nó thuộc về tổ Dymczewiczia. Cây thảo, cao đến 1 m. Phiến lá hình mác hẹp, 25-30 x 2-2,5(-3) cm, dầy; không cuống lá; lưỡi bẹ dài 3–5 mm, đầu xẻ 2 thùy ngắn, màu xanh lục nhạt, nhẵn. Các lá bắc xếp lợp lên nhau, màu xanh lục nhạt. Cụm hoa đầu cành có lá, thường rủ xuống. Hoa có đài, ống tràng màu trắng, thùy tràng màu vàng nhạt; hai nhị lép bên màu vàng nhạt có đốm nâu đỏ; cánh môi màu nâu đỏ, có ít đốm trắng.